# Sammelladung
Als Sammelladung bezeichnet man den Gütertransport von Frachtgütern verschiedener Versender, der zu einer einzigen Sendung zusammengefasst und dessen einheitliche Versendung durch den Frachtführer bewirkt wird. 
Die Organisation und die Durchführung wird von einem Sammelladungsspediteur übernommen. Dieser Versandspediteur holt im Vorlauf das Frachtgut bei den einzelnen Versendern ab und bringt dieses auf sein Umschlaglager. Dort werden sie nach Zielrelationen sortiert. Für jede Zielrelation bündelt man diese Sendungen auf einen LKW und transportiert sie im so genannten  Hauptlauf zum Empfangsspediteur. Dabei muss der Spediteur auf Zusammenladungsverbote – z. B. bei Gefahrgut – achten. Der Spediteur kann ihn entweder selbst durchführen oder einen anderen Spediteur (Subunternehmer) damit beauftragen. Der Empfangsspediteur besorgt anhand der Warenbegleitpapiere den Nachlauf zu den einzelnen Empfängern.
Spediteure und Speditionsverbände, die keine komplette Verladeeinheit für ein Empfangshaus zu verladen haben, senden die betroffenen Stückgutsendungen an das netzeigene Hub. Hier werden nachts alle Stückgüter sortiert und dann gesammelt dem Empfangshaus gesendet.
Nach deutschem Transportrecht wird der Spediteur wie ein Frachtführer behandelt, soweit sich die Güter als Sammelladung in seiner Obhut befinden (§ 460 HGB). Dies gilt insbesondere für die Haftungsregelungen. 